# جان کروک (اخلاق‌شناس)
جان کروک (انگلیسی: John Crook; ۲۷ نوامبر ۱۹۳۰ – ۱۵ ژوئیهٔ ۲۰۱۱) استاد دانشگاه در زمینه رفتارشناسی جانوران اهل بریتانیا بود که نقش مهمی در نخستی‌شناسی بریتانیا ایفا کرد.